# Гора тысячи Будд

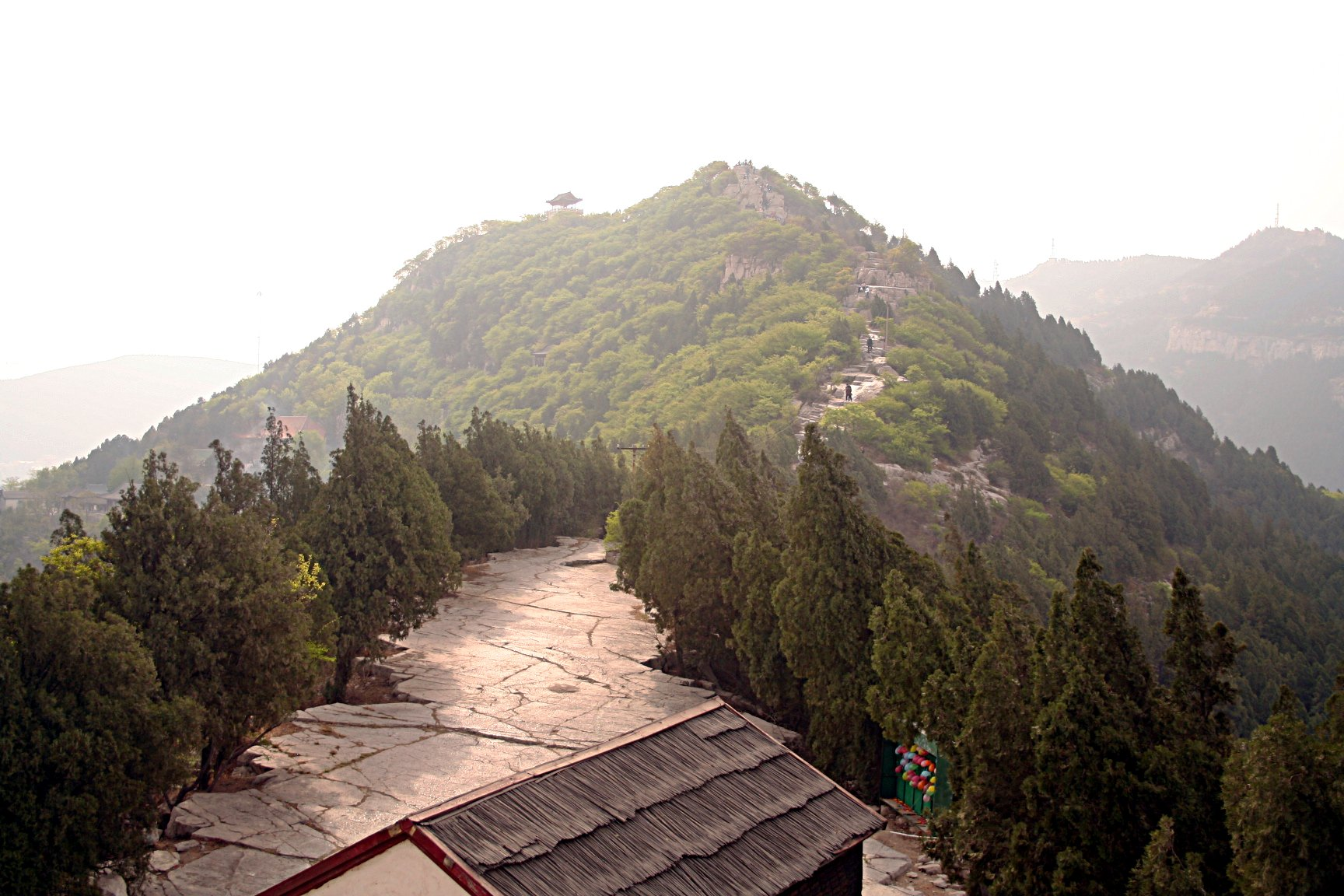
Хребет горы тысячи Будд

Гора тысячи Будд (кит. упр. 千佛山, пиньинь Qiān Fó Shān, палл. Цянь Фо Шань) — гора, расположенная к юго-востоку от города Цзинань, центра провинции Шаньдун, Китай. Гора известна своими многочисленными изображениями Будды, вырезанных в скалах горы или обычных статуй, установленных во времена империи Суй, а также расположенным на ней храмом Сингочань.

## Местоположение
Гора тысячи Будд это небольшой холм, расположенный примерно в 2,5 км к юго-востоку от центра города Цзинань. Гребень холма протянут с востока на запад, высота верхней точки составляет 285 метров над уровнем моря. С 1959 года здесь находится общественный парк, который также включает утёс Хуанши (кит. упр. 黄石崖, пиньинь Huángshí Yá) на юге и гору Цзюэшань на востоке, и охватывает площадь в 1,66 км².
К парку с восточной стороне примыкают захоронения павших в Синьхайской революции 1911 года, на северо-востоке музей провинции Шаньдун, и на западной стороне Цзинанский ботанический сад.

## Легенда
Согласно легенде Юян Цзацзу, написанной писателем Дуань Чэнши во времена империи Тан, гора тысячи Будд изначально была расположена на берегу моря, и морской бог запер её на этом месте на большой замок, чтобы горный бог не смог её переместить. Тем не менее, замок был сломан, и гора была переброшена на своё нынешнее место. В качестве отсылки на легенду, на вершине горы имеется большой замок и кусок цепи.

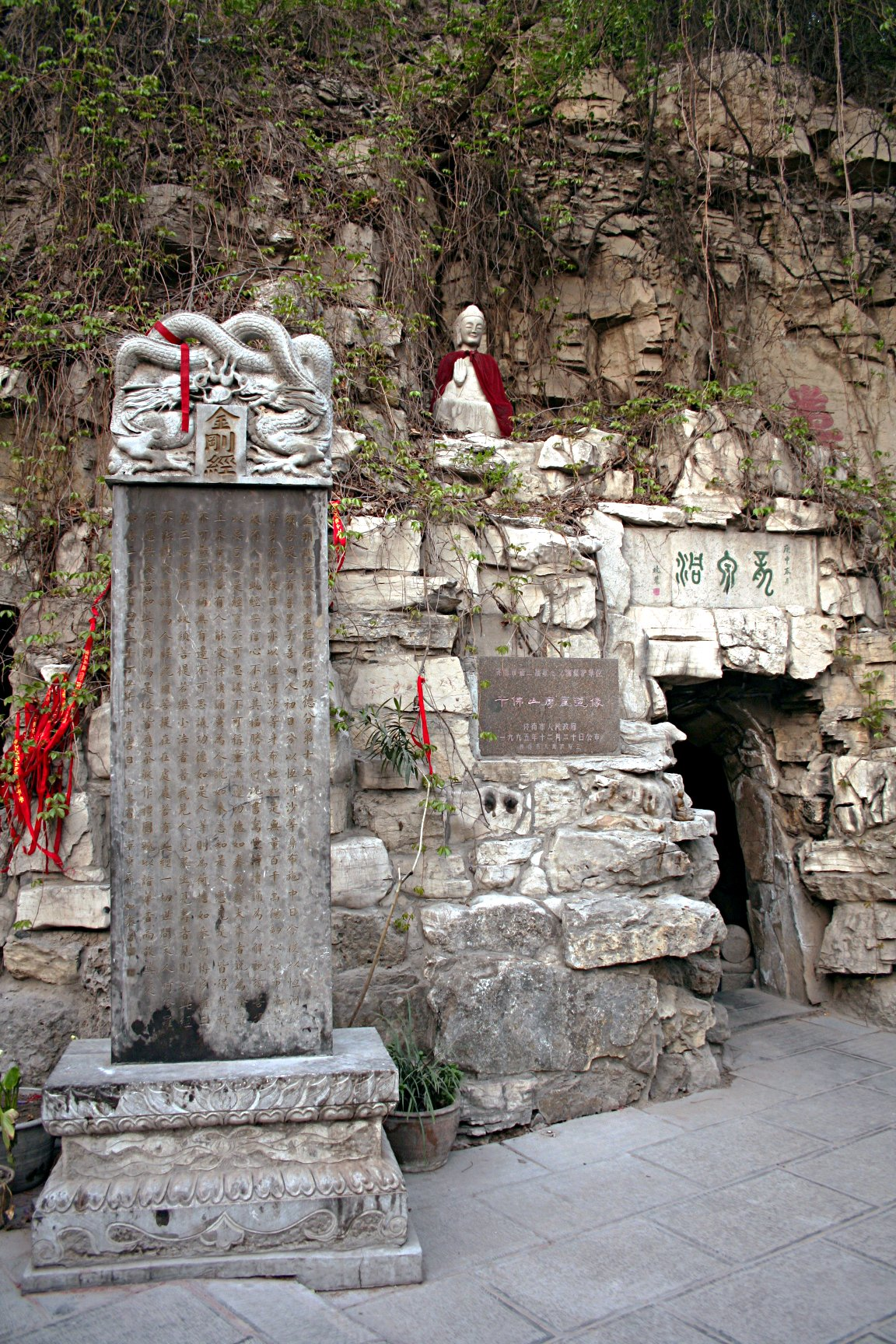
Пещера к югу от храма Сингочань

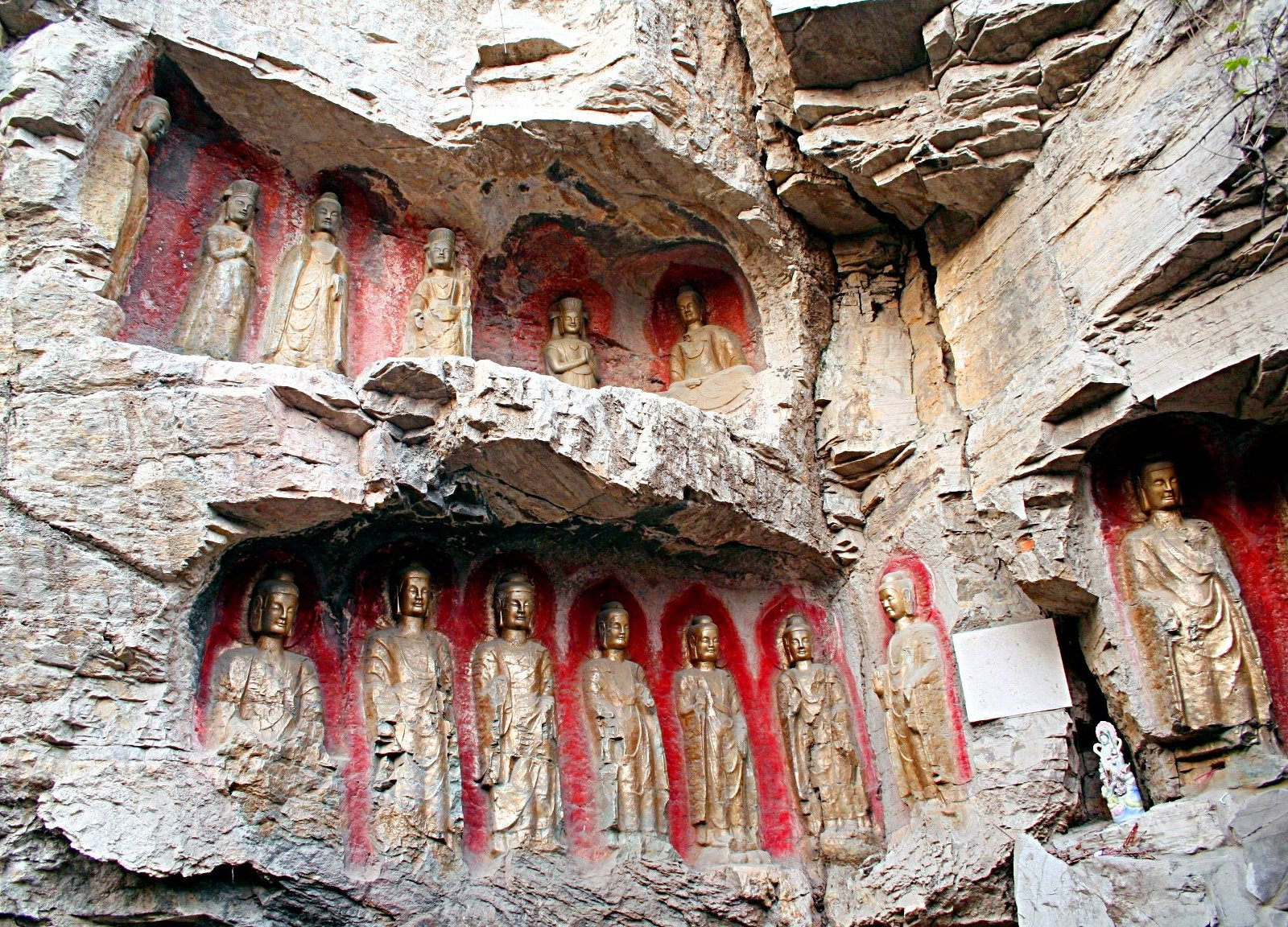
Статуи Будды в скале к югу от храма Сингочань

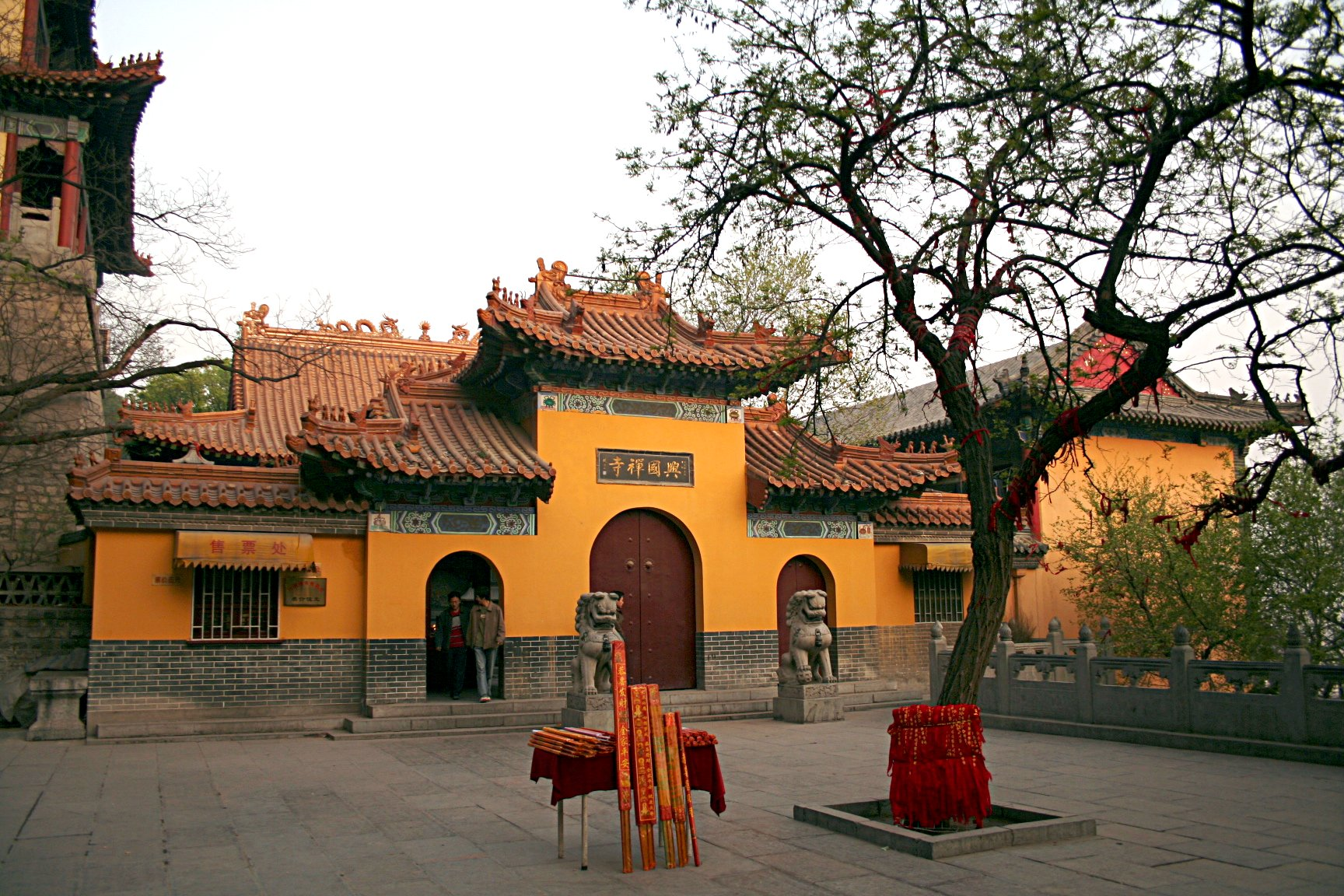
Восточный вход в храм Сингочань

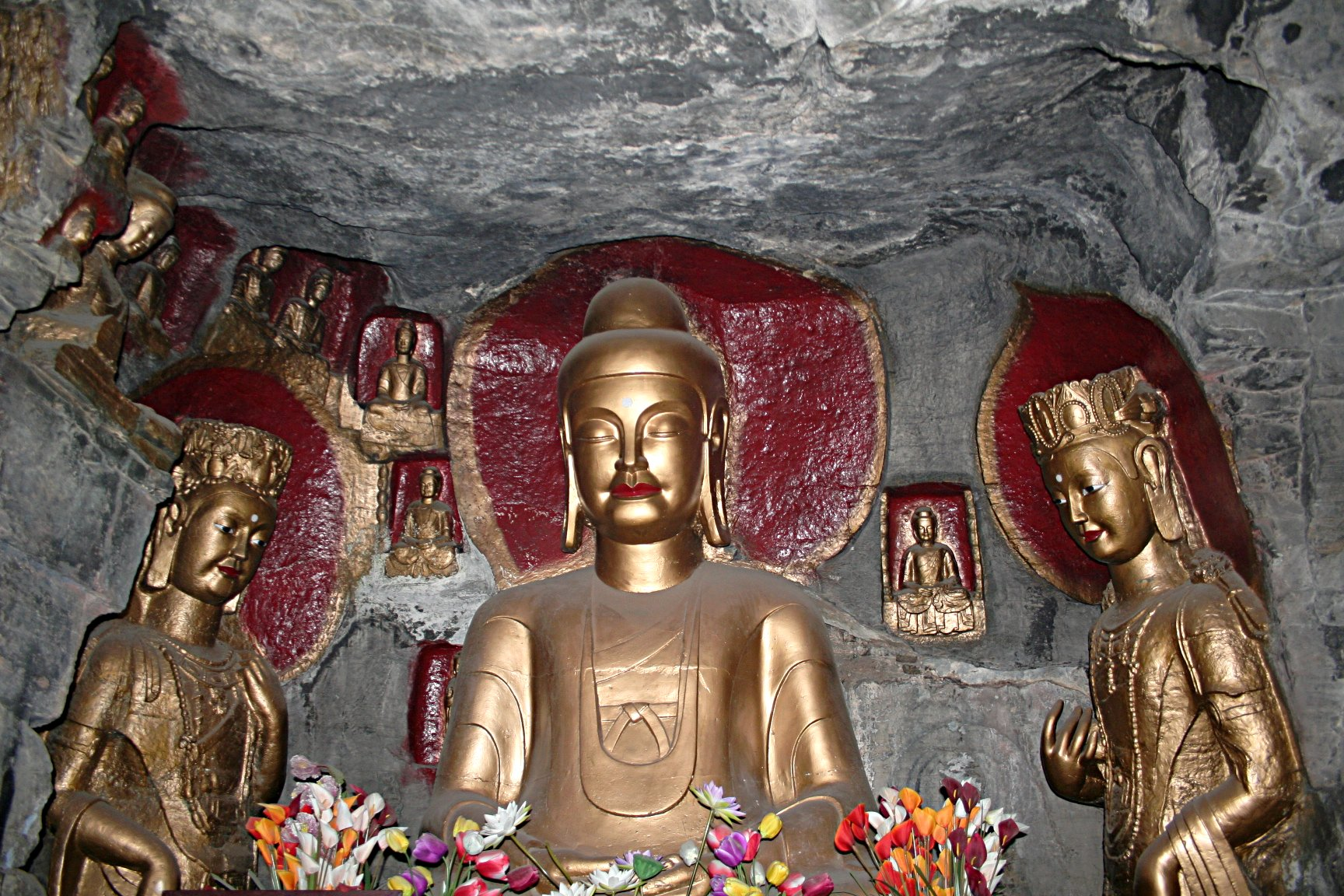
Статуи Будды в пещере к югу от храма Сингочань

## История
Буддизм стал популярным в районе Цзинаня во время правления суйского императора Вэнь-ди. С буддизмом, в эти места пришли монахи и установили статуи Будды на горе, которая изначально называлась горой Мицзи или Ли. Храм Тысячи Будд (Цяньфосы) был основан у подножия горы. В итоге, гора была переименована и получила современное название. Одно из прежних названий, Ли (Ли Шань), осталось в названии главной улицы Лишань, проходящей через Цзинань к горе.
Утёс тысячи Будд расположен на северном склоне горы, за храмом Сингочань. Подножие скалы пронизано пещерами, которые имеют названия: Лунцюань, Цзилэ, Цяньлоу, Лучжу. Высота пещер колеблется от двадцати сантиметров до трёх метров. Около 130 статуй Будды были вырезаны в скалах утёса в период империи Суй, и находятся там и по сей день. В пещере Цзилэ находятся 16 статуй Будды, высота самой крупной из которых составляет три метра.
Наряду со статуями Будды, на горе имеются и другие храмы и здания. Самым известным среди них является храм Сингочань (кит. упр. 兴国禅寺, пиньинь Xing Guo Chan Si, буквально: «Буддийский храм процветания страны»), который был построен во времена правления императора Тай-цзуна в качестве дополнения к храму Цяньфо. Позже были предприняты попытки ещё увеличить храм, но впоследствии, он был разрушен войной. Восстановление было предпринято в 1468 году, во времена империи Мин. При империи Цин были построены залы Гуаньин, Фое и статуя Будды с тысячью руками.
Храм расположен примерно на полпути к вершине, к нему ведёт каменная лестница из 300 ступеней. Большая надпись (площадью около 15 м²), вырезанная на скале к юго-западу обозначает его как «храм номер один» (Ди И Ми Хуа). В одном из внутренних дворов храма находится скульптура легендарного императора Шуня, которому, согласно местной традиции, приписывают первую вспашку земли в Цзинане, а также изобретение кисти. Из-за своей мифологической ассоциации с Шунем, гора тысячи Будд также известен как гора Шуньгэн. Храм состоит из Большого молельного зала, залов Гуаньин, Дхармы, Майтрейи и здания с буддийскими писаниями. Двор Лишаньюань, расположенный к востоку от храма, окружён объектами поклонения, принадлежащих к конфуцианству, даосизму и буддизму. Этими объектами являются: храмы Шунь и Лубань, кабинет Вэньчан и беседка Илань. В храме со времён империи Юань проходили две ежегодных ярмарки, на третий день третьего месяца и девятый день девятого месяца китайского лунного календаря. Храм был сожжён в войнах и восстановлен во времена империи Мин.
Многие из статуй на горе были повреждены или утеряны во время Культурной революции, но их восстановление началось уже в 1979 году. С тех пор появилось и много новых статуй. Крупнейшими новыми статуями стали 20-метровый сидящий Будда Майтрея, установленный в 2000 году, и лежащий Будда со свастикой на груди. Последняя статуя была вырезана из гранита в 1996 году и имеет длину 10 метров, её масса составляет около 50 тонн.
Парк на территории горы был открыт, в основном для местного туризма, здесь были созданы подъездные дороги и пешие дорожки, установлен 600-метровый кресельный подъёмник, построены аттракционы, трасса для картинга, а также многочисленные сувенирные палатки. Основной достопримечательностью является пещера мириады Будд (Ваньфо Дун) у подножия северного склона горы. Внутри 500-метровой в длину искусственной пещеры, в конце XX века были воссозданы буддийские статуи из четырёх известных китайских гротов (Дуньхуан и Майцзишань в провинции Ганьсу, Лунмэнь в провинции Хэнань, Юньган в провинции Шаньси). Оригинальные статуи были созданы во времена империй Северная Вэй, Тан и Сун. Также внутри пещеры имеются около 28 000 буддийских изображений, а длина самой большой статуи лежачего Будды составляет 28 метров.